# Chairs Missing
Chairs Missing é um álbum do grupo de punk rock Wire, foi lançado em 1978. Inspirado em experiências da música ambient, especialmente Brian Eno, o produtor Mike Thorne fez uso de efeitos e sintetizadores para criar uma atmosfera sombria que emoldura as melodias punk do álbum. Assim como Pink Flag, seu antecessor imediato, Chairs Missing foi aclamado pela crítica especializada.
| Críticas profissionais                                                      | Críticas profissionais |
| Avaliações da crítica                                                       | Avaliações da crítica  |
| Fonte                                                                       | Avaliação              |
| --------------------------------------------------------------------------- | ---------------------- |
| AllMusic                                                                    | [ 3 ]                  |
| Pitchfork Media                                                             | [ 4 ]                  |
| Esta tabela precisa de ser acompanhada por texto em prosa. Consulte o guia. |                        |

## Faixas
Lado A
1. "Practice Makes Perfect" (Bruce Gilbert, Colin Newman) – 4:11
2. "French Film Blurred" (Graham Lewis, Newman) – 2:34
3. "Another the Letter" (Gilbert, Newman) – 1:07
4. "Men 2nd" (Lewis) – 1:43
5. "Marooned" (Gilbert, Lewis, Newman) – 2:21
6. "Sand in My Joints" (Lewis) – 1:50
7. "Being Sucked in Again" (Newman) – 3:14
8. "Heartbeat" (Newman) – 3:16

Lado B
1. "Mercy" (Lewis, Newman) – 5:46
2. "Outdoor Miner" (Lewis, Newman) – 1:44
3. "I Am the Fly" (Lewis, Newman) – 3:09
4. "I Feel Mysterious Today" (Lewis, Newman) – 1:57
5. "From the Nursery" (Lewis, Newman) – 2:58
6. "Used To" (Gilbert, Lewis) – 2:23
7. "Too Late" (Gilbert) – 4:14

Faixas bônus
1. "Go Ahead" (Gilbert, Robert Gotobed, Lewis, Newman) − 4:01
2. "Outdoor Miner" (long version) (Lewis, Newman) − 2:54
3. "Former Airline" (Gilbert) − 3:20
4. "A Question of Degree" (Lewis, Newman) − 3:09

## Créditos
- Colin Newman - vocal, guitarra.
- B.C. Gilbert - guitarra.
- Graham Lewis - baixo, vocal.
- Robert Gotobed - bateria.